# 潘图 (上比利牛斯省)
潘图（法語：Puntous）是法国上比利牛斯省的一个市镇，属于塔布区（Tarbes）卡斯泰尔诺马尼奥阿克县（Castelnau-Magnoac）。该市镇总面积8.85平方公里，2009年时的人口为208人。

## 人口
潘图人口变化图示